# Saint-Amans (Ariège)
Saint-Amans korábbi község Franciaországban, Ariège megyében. Lakosainak száma 41 fő (2020. január 1.). Saint-Amans Bézac, Bonnac, Escosse és Unzent községekkel határos.
2023. január 1-jén a korábbi Bézac községgel egyesült és az így létrejött (azonos nevű) Bézac új község része lett.

## Népesség
A település népessége az elmúlt években az alábbi módon változott:
| Lakosok száma | 70   | 66   | 50   | 48   | 43   | 42   | 47   | 46   | 43   | 41   |
|               | 1968 | 1975 | 1990 | 1999 | 2011 | 2013 | 2016 | 2017 | 2019 | 2020 |